# Riforma monetaria
Una riforma monetaria è una riforma che prevede l'introduzione di un sistema di monetazione e di finanziamento all'economia differente da quello attuale.
Le riforme monetarie storicamente hanno teso principalmente a modificare il tipo di metalli usati per il conio delle monete, il loro titolo nelle leghe o il peso delle monte stesse. Ma si è anche operata (soprattutto in tempi più recenti) una revisione più articolata della politica monetaria, affiancando alla variazione della natura della moneta anche politiche di ristrutturazione degli enti preposti alla sua produzione, immissione in circolo, gestione, deposito e prestito.

## Storia

### Antica Roma
Tra le riforme monetarie della Roma antica le più rilevanti si cita per prima la riforma operata dal re Servio Tullio che, secondo un passo di Plinio (N.H. XXXIII, 43) nel VI secolo A.C. avrebbe introdotto in sostituzione dell'aes signatum (lingotti di bronzo con immagini graffiate di pesci o fronde) la prima vera moneta contrassegnando con l'immagine di un capo di bestiame (pecunia) su un pezzo di bronzo. Ritrovamenti in area etrusca di esemplari di aes rude datati dal X al VI secolo A.C. Fanno credere che la sua riforma consistette più che altro nella normalizzazione delle misure e del valore del bronzo, provvedimento coerente con le riforme attribuitegli riguardo al "census" dei cittadini.
Altra riforma importante viene datata 289 a.C. che si accorderebbe con la notizia fornita da Pomponio (Digesto, I, 2, 2, 27-32) secondo cui in quell’anno sarebbe stato stabilito il primo collegio dei tresviri monetales e sarebbe così stata creata la prima moneta statale in bronzo fuso; secondo gli assertori di questa data Roma, ormai vincitrice delle guerre sannitiche e padrona di tutta l’Italia centrale, avrebbe voluto dotarsi di una monetazione rispettabile per l'uso interno. Veniva adottato il sistema ponderale della libra, all'inizio corrispondente ad un asse (327 g circa), diviso in dodici once con i seguenti sottomultipli: il semisse (1/2 asse), il triente (1/3 di asse e pari a quattro once), il quadrante (1/4 quarto di asse e pari a tre once), il sestante (1/6 di asse) e l’oncia. Erano senza iscrizioni, non avevano cioè nessuna leggenda, neppure il nome Roma, eccetto il valore espresso con il segno dell’unità (I) per l’asse, con (S) per il semisse e con tanti globetti (°) quanto erano le once per gli altri nominali.
Dopo alcune riforme minori legate alla diminuzione del peso degli assi e dei loro sottomultipli a seguito di crisi ed inflazioni si arrivò alla Seconda Guerra Punica da cui il sistema monetario romano sarebbe uscito completamente trasformato con la creazione del "denarius" intorno al 211 a.C.
I numismatici hanno letto l’introduzione del denario romano dagli storici come una vera e propria riforma della politica monetale di Roma, corrispondente all'avvenuta emancipazione dall'influenza delle città greche dell'Italia Meridionale. Abbandonati i tipi magno-greci e il sistema ponderale agli stateri, avrebbe introdotto con il denaro un nominale di ideazione autonoma, corrispondente al quadruplo della sua unità di misura, lo scrupulum, all'interno di un sistema tri-metallico. I diversi nominali erano posti in reciproca relazione dai segni di valore indicanti il potere d'acquisto, secondo un computo che per base aveva l'unità di bronzo: l'asse. Denario, quinario e sesterzio hanno infatti al diritto la testa di Roma e i segni del rispettivo valore in assi: X (10 assi), V (5 assi), IIS (2 assi e un semisse).
L'importanza storica del denarius consiste nell'avere rappresentato dalla fine del III sec. a.C. al III d.C. la principale valuta d'argento romana e vero perno di un’economia alla base delle sue conquiste militari di un impero.
Piccole riforme monetarie seguirono per gli aggiustamenti ponderali dei "tagli" della valuta romana, fino alle Guerre Civili a seguito delle quali si avrà una rilevante novità anche se non possiamo propriamente parlare di una vera e propria riforma vista la mancanza di un'istituzione di supporto. Dopo il "Bellum Sociale" infatti scoppiano a Roma le lotte intestine per l’affermazione del potere personale dei capi delle fazioni (a fasi alterne Silla, Mario, Pompeo, Cesare, Marco Antonio, Ottaviano). La turbolenta situazione politica causa lo sviluppo della monetazione detta “imperatoria” o “militare” parallela a quella urbana, battuta nei luoghi dove si trovano le legioni per il pagamento di truppe e approvvigionamenti; pratica limitata in precedenza a poche occasioni autorizzate dal Senato. Dopo il passaggio del Rubicone del 49 a.C., le coniazioni “imperatorie”, diventano con Cesare (che ha per primo l'onore di avere la propria effigie su una moneta) usuali. È in questo periodo che si diffonde l'uso di battere l'oro: il denarius aureus, tagliato sul sistema romano della libra, viene usato da vari generali per finanziare le imprese militari.
È a seguito di questo periodo che avvenne la riforma forse più importante della Roma Antica: la Riforma monetaria di Augusto, attuata tra il 23 ed il 20 a.C. Fu fatta allo scopo di risolvere il disordine che si era creato nella produzione monetaria di Roma, ma anche per promuovere la rinascita economica, del commercio e dell'industria; conseguenza calcolata fu anche la diffusione della propria immagine (anche se non nei primi anni) e con questa del proprio potere personale. Tra le principali novità si annoverano: la fine delle emissioni d'emergenza, battute da zecche mobili al seguito dei vari generali; il ripristino del peso del denario — moneta di riferimento — peso che era notevolmente calato durante le guerre civili; rilancio delle emissioni sussidiarie di quadranti, assi e dupondi che erano praticamente spariti dalla circolazione monetaria da anni; sostituzione del sesterzio da monetina d'argento di scarso peso a moneta di oricalco di grande modulo, peraltro ottimo veicolo pubblicitario per la propaganda augustea, moneta più usuale nei conteggi); divisione dei compiti tra il Princeps (che controllava la coniazione delle monete d'oro e argento attraverso la nuova zecca di Lugdunum) ed il Senatus (che autorizzava le coniazioni delle monete di rame e lega, tramite Senatus consultum attraverso la zecca di Roma);; ripristino della carica dei triumviri monetali. Importantissima riforma questa, che permise in un impero unificato nella stessa moneta commerci e scambi; fu grazie alla riforma di Augusto se "per la prima volta nel mondo antico, la moneta divenne uno strumento molto simile a quello odierno, ossia principale intermediario di scambio, fondamentale misura di valore e bene primario per l'accumulo di ricchezza"
A causa dell'inflazione e delle mutanti condizioni economiche varie riforme monetarie di minore respiro furono fatte nei due secoli e mezzo che seguirono il principato di Ottaviano Augusto. La riforma monetaria di Nerone diminuì il peso degli aurei e dei denari d'argento, che si ridussero rispettivamente da 7,70 g a 7,30 g e da 3,70 g a 3,25 g, questa riforma fu poi di fatto annullata da Domiziano che riportò i valori delle monete a quelli augustei. Tuttavia i vari alleggerimenti nel peso del metallo non toccavano solitamente il potere nominale di scambio, che veniva lasciato invariato, e così il valore reale delle monete diventava sempre più basso rispetto a quello nominale, acquistando sempre più un valore convenzionale o legale attribuito in forza di legge; questo fu il primo clamoroso esempio di svalutazione monetaria ripetutosi poi molte altre volte nel corso della storia di Roma. Traiano tornò a sua volta al sistema monetario neroniano finché nel 215, con la riforma monetaria di Caracalla, venne svalutato l'aureo, per contrastare la pesante svalutazione del denario, ridotto a circa il 50% dell'argento originario durante gli imperi precedenti. Vennero inoltre introdotte monete con valore doppio: il binione (un doppio aureo) e l'antoniniano (un doppio denario). Il sistema monetario subì un'altra riforma con Aureliano, tra il 272 ed il 275. Con questa riforma si provvide tra l'altro a riformare la complessa organizzazione delle zecche situate nelle varie province dell'impero: fu così che si iniziò a riportare sulle monete anche l'indicazione della zecca di provenienza. L'antoniniano venne ridefinito con un peso di 3,90 g ed un rapporto di 20 parti di rame per una d'argento, queste moneta viene chiamata anche "aureliano".
Fu tuttavia con la riforma di Diocleziano del 295 che la monetazione romana cambiò radicalmente: l'adozione della tetrarchia come forma di governo, con l'impero suddiviso in due territori, fece sì che sulle monete non apparisse più un singolo imperatore. La riforma monetaria di Diocleziano, vide anche la creazione di una nuova serie di zecche imperiali dopo quelle sorte durante il precedente periodo dell'anarchia militare. Erano distribuite nelle diverse province, ad eccezione della Hispania (le principali): ad Alessandria, Antiochia, Aquileia, Cartagine, Londinium, Mediolanum, Nicomedia, Sirmium e Tessalonica. Diocleziano prese atto delle trasformazioni subite dalla società ed impostò una radicale opera di riforma amministrativa e fiscale, che consentì di arrestare la crisi, almeno temporaneamente. Diocleziano, tentò di ridare valore alla moneta d'argento, aumentando la quantità di metallo prezioso nelle nuove emissioni, e per contenere l'inflazione, i prezzi massimi (espressi in denarii, sebbene non fosse più la moneta circolante) furono fissati dall'Editto sui prezzi massimi (de pretiis rerum venalium) del 301 con un calmiere. Questi provvedimenti, tuttavia, non ebbero successo: la nuova moneta scomparve rapidamente dal mercato in quanto si preferiva conservarla (tesaurizzazione) ed i prezzi fissati fecero scomparire alcuni beni dal mercato ufficiale quindi lo stesso Diocleziano fu costretto a ritirare l'editto. L'aureo tornò ad un peso di 1/60 di libbra,  con un valore dichiarato mediante la lettera greca "∑", ossia 60). Fu inoltre introdotta una moneta in argento (attorno al 294), detta denarius argenteus, con un peso pari a 1/96 di libbra (= 3,41 g, tornando al peso della riforma monetaria di Nerone, con un valore dichiarato mediante le lettere latine "XCLVI", ossia 96). Riguardo poi alle monete in bronzo o rame, l'antoniniano venne sostituito da una moneta chiamata follis del peso medi di circa 9,72 (con valori compresi tra 11 e 8,5 g). Vennero quindi coniate anche due altre nuove monete, quali frazioni del follis.
Quella di Costantino del 310, che si rifaceva al sistema bimetallico di Augusto, fu l'ultima riforma dell'impero romano. Come moneta d'oro venne introdotto il "solido", con un peso di 4,54 g pari a 1/72 di libbra, mentre come monete d'argento la "siliqua", di 2,27 g pari a 1/144 di libbra e il "miliarensis" con un valore doppio della siliqua, quindi aveva lo stesso peso del solido. Il "nummus centenionalis" Sostituì il follis ormai fortemente svalutato come moneta di bronzo, una moneta di 3 g equivalente ad 1/100 di "siliqua". Nell 346 ci fu una correzione per le monete in rame del sistema introdotto da Costantino con gli imperatori Costanzo II e Costante (in oriente ed occidente), che sostituirono il nummus, praticamente dimezzato in valore (circa 1,35 g), con la "maiorina". Il sistema monetario di Costantino durò fino alla fine dell'Impero Romano d'Occidente.

### Medio Evo
Nei secoli bui crollò l'economia dell'impero romano e si ebbe un'involuzione dei commerci e della produzione. I re Goti prima ed i Longobardi poi batterono monete, di scarsa altra importanza. Si spopolarono le città e la vita si decentrò in piccoli poderi, c'era quindi scarsa necessità di denaro e il sistema monetario dell'impero d'occidente si frammentò localizzandosi. All’inizio dell'ottavo secolo nella sola Francia furono coniate misere e rozze monete in circa 900 località
Finché Pipino il breve e suo figlio Carlo Magno, finalmente, introdussero un sistema di una certa importanza che rappresentò la prima riunificazione monetaria a livello europeo dopo il marasma delle invasioni barbariche. La riforma monetaria carolingia le cui conseguenze si avvertirono fino alla rivoluzione francese era basata sul monometallismo argenteo, data l'estrema rarità dell'oro, con un'unica unità monetari: il denaro. La riforma monetaria imponeva che a chi avesse portato una libbra d'argento presso una zecca, venissero consegnati 240 denari. Sotto Carlo Magno il soldo e la lira, o libbra, corrispondente a 384 grammi d'argento, erano soltanto unità di conto; non vennero cioè in effetti coniata una moneta con questo nome, che rappresentava allora un'entità enorme, ma si iniziò a far equivalere 240 denari a una lira. Il monometallismo argenteo fu ben accetto in un'economia basata sul baratto dove le monete servivano solo per integrazione dello scambio e il "denaro d'argento" è diventato la moneta più importante del Medioevo. Questo sistema monetario (adottato a similitudine da re Offa di Mercia in Inghilterra, con una riforma dalle conseguenze rilevanti per aver creato il penny e quindi la sterlina) ha influenzato la coniazione in Europa per molti secoli, fin quando la rivoluzione francese e gli avvenimenti ad essa collegati, portarono all'affermazione del sistema decimale; fenomeno che non toccò la Gran Bretagna fino al 1971.

## Proposte odierne
La condizione economica contemporanea percepita da alcuni come insostenibile soprattutto per le conseguenze ambientali della produzione industriale, per le grandi differenze patrimoniali all'interno di molte nazioni e tra le nazioni stesse, e negli ultimi anni in conseguenza della crisi economica mondiale hanno portato diversi economisti, e non solo, ad avanzare ipotesi per una riforma monetaria.
Tra le proposte dei propugnatori delle riforme monetarie in area occidentale o globale prevalgono i seguenti argomenti:
- Un ritorno allo standard aureo (o argenteo o bimetallismo).[18][19][20]
- L'emissione di credito senza interessi da parte di una banca centrale controllata e completamente posseduta dal governo. Tali prestiti senza interessi ma rimborsabili potrebbero essere utilizzati per le infrastrutture pubbliche e gli investimenti privati produttivi, cercando così di evitare denaro libero dal debito che causerebbe inflazione.[21][22][23]
- L'emissione di credito sociale "debt free", in cui il denaro sarebbe emesso direttamente dal tesoro, piuttosto che usare l'approvvigionamento di denaro fresco da una banca centrale sotto forma di interessi fruttiferi. Questi pagamenti diretti di contanti sarebbero fatti per ricompensare la gente per le perdite nette di cui soffrirebbero i sistemi monetari a riserva frazionaria secondo alcuni riformatori monetari.[24][25]
- L'applicazione di un sistema al 100% di riserva in moneta per il sistema bancario privato.[26][27][28]

### Indipendenza Banca Centrale
Per regolare la creazione del credito, alcuni paesi hanno creato un Consiglio di valuta, o concesso l'indipendenza alla loro banca centrale. La banca di riserva della Nuova Zelanda, la Reserve Bank of Australia, la Federal Reserve, e la Banca d'Inghilterra sono esempi in cui la Banca centrale è esplicitamente dato il potere di fissare i tassi di interesse e di condurre la politica monetaria indipendente da qualsiasi interferenza politica diretta o la direzione da parte del governo centrale. Ciò può consentire la fissazione di tassi di interesse meno suscettibili alle interferenze politiche e quindi contribuire a combattere l'inflazione (o lo svilimento della moneta), consentendo alla Banca centrale di limitare più efficacemente la crescita di m3.
Tuttavia, dato che queste politiche non affrontano le questioni più fondamentali inerenti alle banche di riserva frazionaria, molti suggeriscono che solo una riforma monetaria più radicale possa promuovere un cambiamento economico o sociale positivo. Anche se le banche centrali possono apparire per controllare l'inflazione, attraverso periodici salvataggi bancari e altri mezzi, essi possono inavvertitamente essere costretti ad aumentare l'offerta di moneta (e quindi diminuirne il valore) per salvare il sistema bancario dal fallimento o collasso durante le operazioni bancarie periodiche, inducendo così rischio morale nel sistema finanziario, rendendo il sistema suscettibile di bolle economiche.

### Riforma monetaria internazionale
Teorici come Robert Mundell (e più radicali pensatori come James Robertson) vedono un ruolo per la riforma monetaria globale come parte di un sistema di istituzioni globali a fianco delle Nazioni Unite per fornire una gestione ecologica globale e muoversi verso la pace nel mondo, con Robert Mundell, in particolare, sostenendo l'uso resuscitato dell'oro come fattore stabilizzante nel sistema finanziario internazionale.  Henry Liu dell'Asia Times online sostiene che la riforma monetaria è una parte importante di un movimento verso l'economia post-autistica.
Mentre alcuni economisti preferiscono le riforme monetarie per ridurre l'inflazione e il rischio di cambio, e per aumentare l'efficienza nella ripartizione dei capitali finanziari, l'idea di una riforma onnicomprensiva con obiettivi ecologici o di pace è tipicamente sposata da coloro che hanno posizioni di sinistra sull'argomento e da coloro inclini al movimento anti-globalizzazione.

### Credito sociale e la fornitura di denaro senza debiti direttamente dal governo
Ancora altre proposte di riforma radicale sottolineano la riforma monetaria, fiscale e di bilancio del capitale che autorizza il governo a dirigere l'economia verso soluzioni sostenibili che non sono possibili quando la spesa pubblica sia finanziata, solo con più debito pubblico, dal sistema bancario privato. In particolare un certo numero di riformatori monetari, come Michael Rowbotham, Stephen Zarlenga e Ellen Brown, sostengono l'opportunità di una restrizione o perfino un divieto di far banca a riserva-frazionaria (che considerano come una pratica bancaria illegittima simile all'appropriazione indebita). Inoltre sostengono la sostituzione di riserva bancaria frazionaria con moneta legale emessa dal governo tramite il Tesoro senza debito. Il commentatore austriaco Gary North ha criticato bruscamente questi punti di vista nei suoi scritti.
In alternativa, alcuni riformatori monetari come quelli del movimento del credito sociale, sostengono l'emissione di credito rimborsabile senza interessi da una banca centrale di proprietà del governo per finanziare infrastrutture e progetti sociali sostenibili.
Entrambi questi gruppi vedono la fornitura di moneta libera da interessi come un modo per liberare la classe lavoratrice dai vincoli di "schiavitù del debito" e facilitare una trasformazione dell'economia allontanandola dal consumismo dannoso per l'ambiente e avvicinandola a politiche economiche sostenibili e pratiche affaristiche rispettose dell'ambiente.

### Baratto locale, valuta locale
Alcuni vanno oltre e suggeriscono che una riforma d'insieme del denaro e della moneta, sulla base di idee di economia verde o capitalismo naturale, sarebbe vantaggioso. Questi includono le idee di valuta debole, baratto e economia di servizi locale.
I sistemi valutari locali possono operare all'interno di piccole comunità, al di fuori dei sistemi governativi, e utilizzare note o gettoni appositamente stampati chiamati scrip (bisacce) per il cambio. Chi sostiene il baratto porta questo a un livello ulteriore scambiando beni e servizi direttamente; un compromesso è il sistema locale di scambio di sistemi di negoziazione o  "Lets": un regime formalizzato di economia basata sulla comunità che registra il credito reciproco dei soci in una posizione centrale.

### Denaro merce
Alcuni sostenitori della riforma monetaria desiderano un allontanarsi dalla moneta a corso legale verso una valuta forte o una valuta "asset-backed", che è spesso citata nelle discussioni come un antidoto all'inflazione. Questo può comportare l'utilizzo di denaro commodity come i soldi sostenuti da oro, argento o entrambi, beni indifferenziati che sostengono possedere proprietà uniche: la loro straordinaria malleabilità, la loro forte resistenza alla contraffazione, la loro natura stabile e non soggetta al decadimento, e la loro offerta intrinsecamente limitata.
I mezzi digitali sono ora disponibili per consentire anche il trading in valute pesanti come l'oro, e alcuni ritengono che un nuovo mercato libero emergerà nella produzione e distribuzione di moneta, poiché Internet permette un rinnovato decentramento e la concorrenza in questo settore, erodendo il controllo del vecchio monopolio del governo centrale e dei banchieri sui mezzi di scambio.

### Free Banking
Alcuni riformatori monetari vorrebbero consentire una concorrenza delle banche nell'emissione di banconote private, mentre eliminano anche il ruolo della Banca centrale di prestatore di ultima istanza. In assenza di questi fattori, essi ritengono che uno standard aureo o argento emergerebbe spontaneamente dal mercato libero.